# Кестхей
Ке́стхей (венг. Keszthely, [ˈkɛsthɛj]) — город в юго-западной Венгрии, расположенный в юго-западной части озера Балатон. Старейший из городов по берегам озера.
Население Кестхея по данным на 1 января 2014 год — 20 215 человек.

## География и транспорт
Город расположен примерно в 190 км к юго-западу от Будапешта. Через город проходят железная и автомобильная дороги, идущие вдоль всего северного берега озера. Время в пути на поезде до Будапешта — около 3 часов. На автобусе от автостанции Кестхея до автовокзала Неплигет в Будапеште можно добраться за 2,5 часа.
В городе есть пристань, на которой швартуются как прогулочные суда, так и выполняющие регулярные рейсы по озеру.

## История
См. также История Балатона, История Венгрии
Первое упоминание о городе относится к 1247 году, однако римское поселение существовало на этом месте уже в начале нашей эры. В 1421 году Кестхей получил права города. В 1386 году в городе была построена францисканская церковь, хорошо сохранившаяся, несмотря на неоднократные перестройки до наших дней. В XVIII веке, после изгнания турок в Кестхее, как и в других венгерских городах, развернулось масштабное строительство особняков и церквей, главным образом в стиле барокко. В 1745 году был возведён дворец Фештетичей, ставший главной достопримечательностью города.

## Достопримечательности
- Дворец Фештетичей — одна из самых больших венгерских усадеб. Сооружён в 1745 году, перестроен в 1887 году. Вокруг усадьбы разбит красивый парк.
- Городская ратуша. Находится на центральной площади города, прекрасный образец барочной архитектуры XVIII века.
- Колонна св. Троицы. Воздвигнута в 1770 году, находится в центре главной площади.
- Церковь францисканцев. Построена в 1386 году в стиле поздней готики, в период турецкого господства превращена в крепость, после изгнания турок была реставрирована. Неоднократно перестраивалась, в 1880 году к ней пристроена колокольня.
- Музей Георгикон. Находится в неоклассическом здании 1797 года, экспозиция рассказывает об истории сельского хозяйства Венгрии.
- Музей озера Балатон. Посвящён флоре и фауне Балатона, а также Киш-Балатона — заповедника, расположенного рядом с городом.

## Население
| Год  | Численность | Численность |
| ---- | ----------- | ----------- |
| 2013 | 20 382      | [ 4 ]       |
| 2014 | 20 215      | [ 5 ]       |
| 2018 | 19 387      | [ 6 ]       |
| 2021 | 19 074      | [ 7 ]       |
| 2022 | 18 039      | [ 8 ]       |
| 2023 | 18 031      | [ 9 ]       |
| 2024 | 17 849      | [ 2 ]       |

## Города-побратимы
- Аланья, Турция
- Боппард, Германия (3 октября 1997)
- Енджеюв, Польша
- Ланьцут, Польша
- Левоча, Словакия
- Одорхею-Секуеск, Румыния
- Пивнична-Здруй, Польша
- Пиран, Словения
- Старый Сонч, Польша
- Турнов, Чехия
- Хоф-ван-Твенте, Нидерланды

## Известные уроженцы
- Эржебет Бёшке Шимон (1909—1970) — первая представительница Венгрии ставшая королевой красоты Мисс Европа (1929).